# Andrew Latimer
Pour les articles homonymes, voir Latimer.
Andrew Latimer (né le 17 mai 1949 à Guildford, Surrey, Royaume-Uni) est un guitariste et auteur-compositeur-interprète britannique. Il est  l'un des membres fondateurs du groupe de rock progressif Camel, avec Peter Bardens et Andy Ward.
Camel est un des groupes phares de l'École de Canterbury, ou scène de Canterbury, qui a permis l'émergence de très nombreux et célèbres musiciens et groupes rock progressif à la fin des années 1960 et au début des années 1970. Tels que The Wilde Flowers, Soft Machine, Caravan, Matching Mole, Egg et Gong. 

## Biographie
Andrew Latimer est essentiellement guitariste, chanteur, claviériste et flûtiste. Non content d'être un très grand musicien c'est un chanteur à la voix chaude et riche suscitant l'émotion.
Son style de jeu de guitare est mélodique, élégant et très riche en émotions, alternant des styles langoureux et passionnés avec des moments puissants et rythmés. Sa musique peut souvent être classée dans le genre new age autant que dans le rock progressif, avec l'écriture de véritable concept-albums comme The Snow Goose (entièrement instrumental), Nude (presque entièrement instrumental), ou Dust and Dreams (les deux tiers entièrement instrumentaux), albums dont il avait assuré la composition quasi-intégralement seul. La très grande qualité harmonique et mélodique de ses compositions le font considérer depuis toujours comme un excellent compositeur, et occasionnellement un très fin parolier. Son groupe Camel et lui ont été quelque peu noyés dans le grand nombre de groupes de rock progressif de cette période des années 1970. Le guitariste Steve Rothery du groupe Marillion le cite comme l'une de ses influences majeures.
La guitare de prédilection d'Andrew Latimer est une Gibson Les Paul, mais il joue aussi sur Fender Stratocaster et d'autres guitares, y compris acoustiques. Depuis les années 1990 il joue également avec une Gibson Burny Super Grade qui est une réédition en 1981 d'un modèle de légende de Gibson Les Paul de la fin des années 1950. Ses amplificateurs sont des Fender, des Vox et des Marshall.
Il a fondé une maison de production nommée Camel Productions qui a publié les albums de Camel depuis 1990 : Dust and Dreams (1991), Harbour of Tears (1996), Rajaz (1999), A Nod and a Wink (2002) ainsi que des compilations et des enregistrements très anciens inédits publiés tardivement. Le groupe Camel n'ayant pas été dissous non plus que la société Camel Productions, des futurs albums entièrement nouveaux et originaux de Camel peuvent encore sortir dans l'avenir...
En mai 2007, Susan Hoover, l'épouse d'Andrew, a annoncé aux fans de Camel via le site web du groupe qu'Andrew souffrait depuis 1992 d'une grave maladie du sang, la Polycythaemia vera, maladie qui a lentement évolué au fil des années en myélofibrose (augmentation du contenu collagène de la moelle osseuse) nécessitant maintenant une impérative transplantation de moëlle osseuse. L'évolution de cette maladie depuis les années 1990 a été la principale raison de la réduction progressive de son activité et de celle de Camel au fil des années.
Fin 2007, quelques mois après l'annonce de Susan Hoover, Andrew a enfin reçu une transplantation de moëlle osseuse. Il est sorti de l'hôpital presque un an plus tard, en septembre 2008. Depuis, il récupère son énergie et envisage très sérieusement une reprise de l'activité de Camel... et projette même une future petite tournée de concerts en Europe.
En septembre 2010, Susan Hoover a annoncé sur le site web de Camel Productions qu'un nouvel album est en cours d'étude, Andrew Latimer et le batteur Denis Clement travaillant actuellement à la composition de nouveaux morceaux. Andrew Latimer a aussi participé à un nouvel album de son ami David Minasian, Random Acts of Beauty sorti en août 2010, jouant la partie guitare solo de deux morceaux ainsi que le chant dans la première chanson.
Andrew Latimer a néanmoins eu de nombreuses demandes de contributions en dehors de Camel. Outre l'album de David Minasian en 2010 ci-dessus, il est utile de noter qu'il fit en 1987 une remarquable participation au premier album de Asher Quinn, Open Secret. Sur lequel il joue un très long solo de guitare sur  Soldier of Love, longue pièce nouvel-âge très langoureuse et très progressive de 6 minutes qui rappelle très fortement un de ses chef-d'œuvre les plus célèbres, le très long solo de plus de 10 minutes, Ice de l'album I can see your house from here de Camel, sorti en 1979.Mais aussi,sa participation aux albums de groupes tels que (Kayak en 2000),Nathan mahl et tout dernièrement en 2018 sur deux albums de Dave Sinclair et les morceaux "sad eyes" et plus significatif sur le dernier album "out of sinc" https://vimeo.com/341449842

## Discographie

### Camel
- 1973 : Camel
- 1974 : Mirage
- 1975 : The Snow Goose
- 1976 : Moonmadness
- 1977 : Rain Dances
- 1978 : Breathless
- 1979 : I Can See Your House from Here
- 1981 : Nude
- 1982 : The Single Factor
- 1984 : Stationary Traveller
- 1991 : Dust and Dreams
- 1996 : Harbour of Tears
- 1999 : Rajaz
- 2002 : A Nod and a Wink
- 2013 : The Snow Goose Version 2013.

### Collaborations
- 1971 PHIL GOODHAND-TAIT I Think I´ll Write A Song "silver wings"
- 1976 MICHAEL CHAPMAN Savage Amusement
- 1977 MICHAEL CHAPMAN The Man Who Hated Mornings
- 1981 FRANCIS MONKMAN Dweller on the Threshold
- 1983 ANNABEL ETKIND A New Romance
- 1983 JULIA DOWNES Let Sleeping Dogs Lie
- 1985 HAZEL O’CONNOR / CHRIS THOMPSON Push & Shove
- 1987 DENIS QUINN Open Secret
- 1994 PETER BARDENS Big Sky
- 1999 COLIN BASS  An Outcast Of The Islands
- 2000 KAYAK Close To The Fire
- 2010 DAVID MINASSIAN Random Acts of Beauty
- 2011 DAVE SINCLAIR Stream  sad eyes
- 2014 NATHAN MAHL Justify
- 2014  ANDREW CRESSWELL DAVIES  Emergency Love
- 2015 DAVID SHERRINGTON The Hero´s Journey
- 2015 COLIN BASS At Wild End
- 2017 JAN SCHELHAAS Living On A Little Blue Dot
- 2017 TANGENT Back To The Fender
- 2018 KAYAK Seventeen "Craks"
- 2018 DAVE SINCLAIR Out Of Sinc  home again